# S.O.S. – Niespokojne lato
S.O.S. – Niespokojne lato (nor. S.O.S Svartskjær, 2008) – norweski film przygodowy w reżyserii Arne Lindtner Nass. Film w Polsce emitowany jest za pośrednictwem kanału ZigZap.

## Fabuła
Noora (Amina Hegvold Sanca) mieszkająca w przybrzeżnej miejscowości, znajduje zagubioną foczkę, która bawiła się boją z przyczepioną paczką. W środku znalazły się narkotyki. Niedługo, zguby szukają handlarze, którzy wpadają na trop dziewczynki. Noora musi teraz uratować fokę nie tylko przed handlarzami, ale także przed myśliwymi.

## Obsada
- Ina Bye-Hansen jako Marit
- Sander Berglund Francis jako Morten
- Ragnhild Gudbrandsen jako Eva
- Nadine Hegvold jako Selma
- Janne Langaas jako Katrine
- Banthata Mokgoatsane jako Omar
- Gerald Pettersen jako Nils
- Sveinung Stølsnes Rørvik jako Politimann
- Christian Rubeck jako Jens
- Anders Rummelhoff jako Kristian
- Amina Hegvold Sanca jako Noora
- Øyvind Haugland Vaktskjold jako Ludvik